# 노량진로
노량진로(鷺梁津路)는 서울특별시 영등포구 신길동 대방역 교차로와 동작구 본동 노들역을 잇는 서울특별시의 도로이다. 본래 영등포로터리부터 모두 "노량진로"로 칭했으나 도로명 개편으로 영등포로터리부터 대방역 교차로까지 구간은 영등포로에 편입되었다. 전 구간 서울특별시도 제21호선에 속하며 과거에는 국도 제1호선의 일부였다.

## 역사
- 1966년 11월 26일 : ‘제1한강교(영등포구 본동 9)~영등포구청(영등포구 영등포동2가 139)’ 구간을 육신로(六臣路)로 지정[1]
- 1972년 11월 26일 : 충신로(忠臣路)로 개정
- 1984년 11월 7일 : 노량진로(鷺梁津路)로 재개정
- 1996년 7월 1일 : 국도 노선 변경으로 인해 국도 제1호선 지정 해제[2]
- 2009년 5월 23일 : 버스 중앙차로 설치

## 경유지
서울특별시
- 영등포구 - 동작구

## 노선
| 이름                    | 접속 노선                          | 소재지          | 소재지          | 비고            |
| 영등포로와 직결         | 영등포로와 직결                    | 영등포로와 직결 | 영등포로와 직결 | 영등포로와 직결 |
| ----------------------- | ---------------------------------- | --------------- | --------------- | --------------- |
| 대방역 교차로           | 서울특별시도 제21호선 (여의대방로) | 서울특별시      | 영등포구        |                 |
| 동작전화국입구 교차로   | 등용로                             | 서울특별시      | 동작구          |                 |
| 유한양행                |                                    | 서울특별시      | 동작구          |                 |
| 노량진삼거리            | 장승배기로                         | 서울특별시      | 동작구          |                 |
| 노량진역 서울동작경찰서 |                                    | 서울특별시      | 동작구          |                 |
| (이름 없음)             | 만양로                             | 서울특별시      | 동작구          |                 |
| 수산시장입구 교차로     | 노량진로17길                       | 서울특별시      | 동작구          |                 |
| 사육신공원              |                                    | 서울특별시      | 동작구          |                 |
| 노량진배수지 교차로     | 매봉로 노량진로23길                | 서울특별시      | 동작구          |                 |
| 노들역                  | 서울특별시도 제21호선 (양녕로)     | 서울특별시      | 동작구          |                 |

## 주요 건물 및 시설
- 현대자동차 남부사업소 (서울특별시 동작구 노량진로 53)
- 유한양행 (서울특별시 동작구 노량진로 74)
- CTS기독교TV (서울특별시 동작구 노량진로 100)
- 서울동작경찰서 (서울특별시 동작구 노량진로 148)
- 노량진역 (서울특별시 동작구 노량진로 151)
- 노량진119안전센터 (서울특별시 동작구 노량진로 187)
- 사육신공원 (서울특별시 동작구 노량진로 191)
- 노량진우체국 (서울특별시 동작구 노량진로 224)
- 본동시민공원 (서울특별시 동작구 노량진로 247)

## 노량진로중앙버스전용차로
노량진로의 대방지하차도-한강대교 남단 간의 중앙버스전용차로로 2009년 5월 23일 개통하였다.